# ويستفيلد (ماساتشوستس)
ويستفيلد، ماساتشوستس (بالإنجليزية: Westfield, Massachusetts)‏ هي مدينة تقع في الولايات المتحدة في مقاطعة هامبدن (ماساتشوستس). يقدر عدد سكانها بـ 41,094 نسمة ومساحتها 122.6 كم2 وترتفع عن سطح البحر 45 متر.

## التركيبة السكانية
حدّد مكتب تعداد الولايات المتحدة بيانات التركيبة السكانية لويستفيلد في تعداد الولايات المتحدة. في ما يلي، التركيبة السكانية حسب تعدادي 2000 و2010.

### تعداد عام 2000
بلغ عدد سكان ويستفيلد 40,072 نسمة بحسب تعداد عام 2000، وبلغ عدد الأسر 14,797 أسرة وعدد العائلات 10,012 عائلة مقيمة في المدينة. في حين سجلت الكثافة السكانية 327 نسمة لكل كيلومتر مربع (846.9/ميل2). وبلغ عدد الوحدات السكنية 15,441 وحدة بمتوسط كثافة قدره 126 لكل كيلومتر مربع (326.3/ميل2).
وتوزع التركيب العرقي للمدينة بنسبة 94.53% من البيض و0.91% من الأمريكيين الأفارقة و0.22% من الأمريكيين الأصليين و0.82% من الأمريكيين ذوي الأصول الآسيوية و0.05% من سكان جزر المحيط الهادئ و2.12% من الأعراق الأخرى و1.34% من عرقين مختلطين أو أكثر و5.01% من الهسبانيون أو اللاتينيون من أي عرق.
بلغ عدد الأسر 14,797 أسرة كانت نسبة 33.7% منها لديها أطفال تحت سن الثامنة عشر تعيش معهم، وبلغت نسبة الأزواج القاطنين مع بعضهم البعض 53% من أصل المجموع الكلي للأسر، ونسبة 10.6% من الأسر كان لديها معيلات من الإناث دون وجود شريك، بينما كانت نسبة 4.1% من الأسر لديها معيلون من الذكور دون وجود شريكة وكانت نسبة 32.3% من غير العائلات. تألفت نسبة 25.9% من أصل جميع الأسر من عدة أفراد يعيشون في نفس المنزل ونسبة 10.9% كانت تتألف من شخص يعيش بمفرده يبلغ من العمر 65 عاماً أو أكثر. وبلغ متوسط حجم الأسرة المعيشية 2.54، أما متوسط حجم العائلات فبلغ 3.07.
بلغ العمر الوسطي للسكان 35.8 عاماً. وكانت نسبة 23.6% من القاطنين تحت سن الثامنة عشر، وكانت نسبة 7.9% بين الثامنة عشر والرابعة والعشرين عاماً، ونسبة 27.9% كانت واقعةً في الفئة العمرية ما بين الخامسة والعشرين والرابعة والأربعين عاماً، ونسبة 21.7% كانت ما بين الخامسة والأربعين والرابعة والستين، ونسبة 12.6% كانت ضمن فئة الخامسة والستين عاماً فما فوق. يوجد لكل 100 أنثى 94.6 ذكر، ويوجد لكل 100 أنثى في الثامنة عشر من عمرها فما فوق 92.1 ذكر.
بلغ متوسط دخل الأسرة في المدينة 45,240 دولارًا، أما متوسط دخل العائلة فبلغ 55,327 دولارًا. وكان متوسط دخل الذكور 38,316 دولارًا مقابل 27,459 دولارًا للإناث. وسجل دخل الفرد الخاص بالمدينة 20,600 دولارًا. وكانت نسبة 6.9% من العائلات ونسبة 11.3% من السكان تحت خط الفقر، وكان من هؤلاء نسبة 16.4% تحت سن الثامنة عشر ونسبة 9.5% في الخامسة والستين من العمر وما فوق.

### تعداد عام 2010
بلغ عدد سكان ويستفيلد 41,094 نسمة بحسب تعداد عام 2010، وبلغ عدد الأسر 15,335 أسرة وعدد العائلات 10,041 عائلة مقيمة في المدينة. في حين سجلت الكثافة السكانية 335.3 نسمة لكل كيلومتر مربع (868.4/ميل2). وبلغ عدد الوحدات السكنية 16,075 وحدة بمتوسط كثافة قدره 131.2 لكل كيلومتر مربع (339.8/ميل2).
وتوزع التركيب العرقي للمدينة بنسبة 92.77% من البيض و1.61% من الأمريكيين الأفارقة و0.25% من الأمريكيين الأصليين و1.30% من الأمريكيين ذوي الأصول الآسيوية و0.02% من سكان جزر المحيط الهادئ و2.21% من الأعراق الأخرى و1.83% من عرقين مختلطين أو أكثر و7.54% من الهسبانيون أو اللاتينيون من أي عرق.
بلغ عدد الأسر 15,335 أسرة كانت نسبة 30.9% منها لديها أطفال تحت سن الثامنة عشر تعيش معهم، وبلغت نسبة الأزواج القاطنين مع بعضهم البعض 49.3% من أصل المجموع الكلي للأسر، ونسبة 11.4% من الأسر كان لديها معيلات من الإناث دون وجود شريك، بينما كانت نسبة 4.8% من الأسر لديها معيلون من الذكور دون وجود شريكة وكانت نسبة 34.5% من غير العائلات. تألفت نسبة 27.5% من أصل جميع الأسر من عدة أفراد يعيشون في نفس المنزل ونسبة 11.1% كانت تتألف من شخص يعيش بمفرده يبلغ من العمر 65 عاماً أو أكثر. وبلغ متوسط حجم الأسرة المعيشية 2.49، أما متوسط حجم العائلات فبلغ 3.05.
بلغ العمر الوسطي للسكان 38.3 عاماً. وكانت نسبة 21.4% من القاطنين تحت سن الثامنة عشر، وكانت نسبة 14.7% بين الثامنة عشر والرابعة والعشرين عاماً، ونسبة 22.7% كانت واقعةً في الفئة العمرية ما بين الخامسة والعشرين والرابعة والأربعين عاماً، ونسبة 27.4% كانت ما بين الخامسة والأربعين والرابعة والستين، ونسبة 13.6% كانت ضمن فئة الخامسة والستين عاماً فما فوق. وتوزع التركيب الجنسي للسكان بنسبة 48.9% ذكور و51.1% إناث.

## المناخ
يظهر الجدول التالي التغييرات المناخية على مدار السنة لويستفيلد:
| البيانات المناخية لـويستفيلد      | البيانات المناخية لـويستفيلد | البيانات المناخية لـويستفيلد | البيانات المناخية لـويستفيلد | البيانات المناخية لـويستفيلد | البيانات المناخية لـويستفيلد | البيانات المناخية لـويستفيلد | البيانات المناخية لـويستفيلد | البيانات المناخية لـويستفيلد | البيانات المناخية لـويستفيلد | البيانات المناخية لـويستفيلد | البيانات المناخية لـويستفيلد | البيانات المناخية لـويستفيلد | البيانات المناخية لـويستفيلد |
| الشهر                             | يناير                        | فبراير                       | مارس                         | أبريل                        | مايو                         | يونيو                        | يوليو                        | أغسطس                        | سبتمبر                       | أكتوبر                       | نوفمبر                       | ديسمبر                       | المعدل السنوي                |
| --------------------------------- | ---------------------------- | ---------------------------- | ---------------------------- | ---------------------------- | ---------------------------- | ---------------------------- | ---------------------------- | ---------------------------- | ---------------------------- | ---------------------------- | ---------------------------- | ---------------------------- | ---------------------------- |
| الدرجة القصوى °ف (°م)             | 71 (22)                      | 79 (26)                      | 83 (28)                      | 95 (35)                      | 98 (37)                      | 102 (39)                     | 103 (39)                     | 101 (38)                     | 97 (36)                      | 87 (31)                      | 76 (24)                      | 73 (23)                      | 103 (39)                     |
| متوسط درجة الحرارة الكبرى °ف (°م) | 32.9 (0.5)                   | 37.0 (2.8)                   | 45.9 (7.7)                   | 59.1 (15.1)                  | 70.5 (21.4)                  | 78.0 (25.6)                  | 82.8 (28.2)                  | 81.5 (27.5)                  | 74.0 (23.3)                  | 61.6 (16.4)                  | 49.4 (9.7)                   | 38.2 (3.4)                   | 59.3 (15.2)                  |
| متوسط درجة الحرارة الصغرى °ف (°م) | 12.9 (−10.6)                 | 17.4 (−8.1)                  | 25.1 (−3.8)                  | 35.4 (1.9)                   | 45.5 (7.5)                   | 54.7 (12.6)                  | 59.0 (15.0)                  | 58.5 (14.7)                  | 49.8 (9.9)                   | 38.2 (3.4)                   | 30.0 (−1.1)                  | 21.0 (−6.1)                  | 37.4 (3.0)                   |
| أدنى درجة حرارة °ف (°م)           | −14 (−26)                    | −20 (−29)                    | −14 (−26)                    | 17 (−8)                      | 25 (−4)                      | 34 (1)                       | 40 (4)                       | 41 (5)                       | 28 (−2)                      | 18 (−8)                      | 5 (−15)                      | −14 (−26)                    | −20 (−29)                    |
| الهطول إنش (مم)                   | 3.26 (83)                    | 2.83 (72)                    | 4.10 (104)                   | 4.37 (111)                   | 4.44 (113)                   | 4.35 (110)                   | 4.09 (104)                   | 4.16 (106)                   | 4.49 (114)                   | 4.75 (121)                   | 4.12 (105)                   | 3.43 (87)                    | 48.39 (1٬229)                |
| المصدر: NOAA                      |                              |                              |                              |                              |                              |                              |                              |                              |                              |                              |                              |                              |                              |

## أعلام
- جيمس س. غيرينوغ
- راي فيتزجيرالد
- روب بيلامي
- دون باردو
- تشارلز برانش ويلسون
- لويس بي. ألين
- إدوارد بانكروفت
- أغسطس دبليو. هولتون
- فيرديناند فانديفير هايدن
- أدونيس تيري